# Planul Național de Dezvoltare
Planul Național de Dezvoltare (PND) este un instrument fundamental prin care România încearcă să recupereze cât mai rapid disparitățile de dezvoltare socio-economică față de Uniunea Europeană.
PND este o componentă a Strategiei Naționale de Dezvoltare Economică.
În accepțiunea politicii de coeziune, PND reprezintă un instrument de prioritizare a investițiilor publice pentru dezvoltare.